# 長崎夜話草
『長崎夜話草』（ながさきやわそう）は、江戸時代前期、中期の長崎（現・長崎市）や当時の諸外国に関する記事を記した1720年（享保5年）刊行の書である。
岩波文庫の「長崎叢書」に所収されている。

## 著者
西川正休が父・西川如見の語った内容を筆記し、まとめたもの。全5巻。

## 内容
巻1から巻3は、長崎ゆかりの故事、異国船往来の事情や鎖国禁教に関することを記している。巻1には、当時の長崎土産のほか、さまざまな長崎の風物について記されている。また、ジャカルタへと追放されたイタリア人と日本人の混血女性・じゃがたらお春がジャカルタから日本へと宛てたとされる手紙「じゃがたら文」の記述など、鎖国禁教体制の形成過程のエピソードも巻1に記載されており、当時の長崎の状況を知るうえで貴重なものも少なくない。
巻4は長崎の孝子、義夫、烈女などを記している。
巻5は付録として、眼鏡細工や硝子といった当時の長崎土産を紹介している。

## 収録書籍
- 西川如見『長崎夜話草』求林堂、1898年12月23日。
- 西川如見『長崎夜話草 原城紀事』長崎市役所〈長崎叢書 第1巻〉、1926年10月31日。
- 大槻磐水 他『蘭説辨惑 他』雄山閣〈雄山閣文庫〉、1939年8月1日。
- 長崎市役所編 編『長崎叢書 一』長崎市役所〈呉郷文庫〉、1940年。
- 西川如見『町人嚢・百姓嚢・長崎夜話草』飯島忠夫・西川忠幸校訂、岩波書店〈岩波文庫〉、1942年6月1日。ISBN 4-00-330181-1。